# Pavol Hurajt
Pavol Hurajt (Poprad, 4 de febrero de 1978) es un deportista eslovaco que compitió en biatlón.
Participó en los Juegos Olímpicos de Vancouver 2010, obteniendo una medalla de plata en la prueba de salida en grupo. Ganó una medalla de plata en el Campeonato Europeo de Biatlón de 2005, en la prueba individual.

## Palmarés internacional
| Juegos Olímpicos   | Juegos Olímpicos    | Juegos Olímpicos | Juegos Olímpicos |
| Año                | Lugar               | Medalla          | Prueba           |
| ------------------ | ------------------- | ---------------- | ---------------- |
| 2010               | Vancouver (Canadá)  | Medalla de plata | Salida en grupo  |
| Campeonato Europeo |                     |                  |                  |
| Año                | Lugar               | Medalla          | Prueba           |
| 2005               | Novosibirsk (Rusia) | Medalla de plata | Individual       |